# Servon-sur-Vilaine
Servon-sur-Vilaine is een gemeente in het Franse departement Ille-et-Vilaine (regio Bretagne). De plaats maakt deel uit van het arrondissement Rennes. Servon-sur-Vilaine telde op 1 januari 2022 4.032 inwoners.

## Geografie
De oppervlakte van Servon-sur-Vilaine bedroeg op 1 januari 2022 15,26 vierkante kilometer; de bevolkingsdichtheid was toen 264,2 inwoners per km².

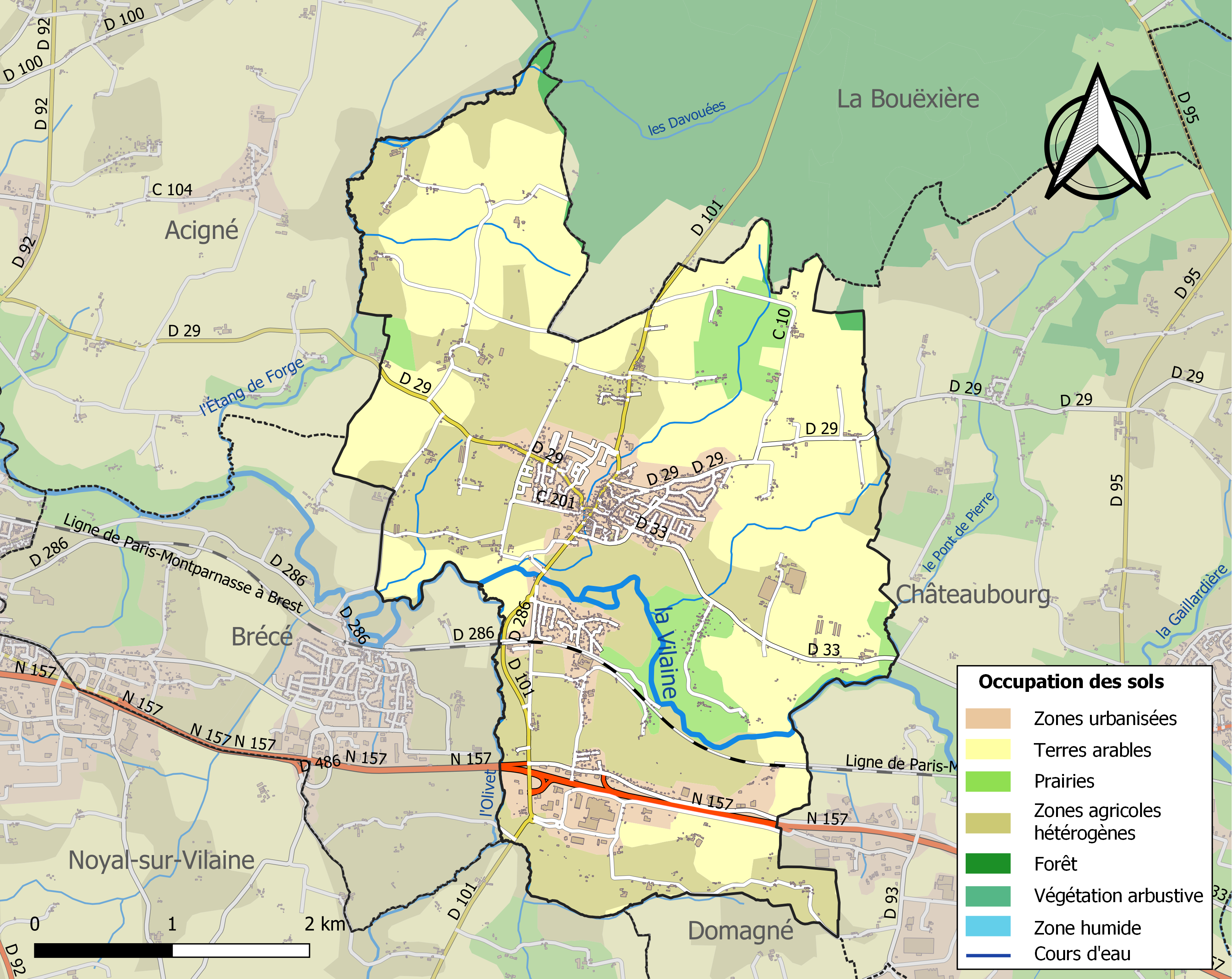
Kaart van de gemeente met belangrijkste infrastructuur, bodemgebruik en omliggende gemeenten

## Verkeer en vervoer
In de gemeente ligt de spoorweghalte Servon.

## Demografie
Onderstaande figuur toont het verloop van het inwonertal (bron: INSEE-tellingen).